# Chester Hazlett
 Chester „Chet“ Hazlett (* 7. November 1891; † April 1974 in Turners Falls, Franklin County, Massachusetts) war ein US-amerikanischer Orchester- und Jazzmusiker (Klarinette, Saxophon).
Hazlett arbeitete ab den 1920er-Jahren im Paul Whiteman Orchestra; daneben wirkte er bei Plattenaufnahmen bei Henry Busse (1925) und Frankie Trumbauer (1928) mit. 1924 war Hazlett Solist auf der Klarinette bei der Uraufführung von George Gershwins Rhapsody in Blue in der Aeolian Hall. Unter eigenem Namen (Chester Hazlett of the Paul Whiteman Orchestra) legte er 1929 bei Columbia Records die Schellackplatte To a Wild Rose / Valse Inspiration vor. In den 1930er-Jahren spielte er in der Studioband des ARC Labels, ferner bis 1942 mit Dick Powell, den Boswell Sisters („Sophisticated Lady“, 1933), Jack Teagarden, Chick Bullock, Victor Young, Dorsey Brothers Orchestra, Smith Ballew, Maxine Sullivan und dem Victor „First Nighter“ Orchestra.  Im Bereich des Jazz war er von 1925 bis 1962 an 115 Aufnahmesessions beteiligt, zuletzt mit Joe Glover and His Collegians. Hazlett zählte weniger zu den Jazzmusikern denn zu den exzellenten Technikern.